# Рассеянный свет
Рассе́янный свет — свет, равномерно и одинаково освещающий все поверхности объекта, вследствие чего на них отсутствуют тени, блики и рефлексы. Такое освещение передаёт на фотографии соответствующими тонами только форму и цвет объекта. Из-за отсутствия теней и полутеней объект на рисунке кажется почти плоским.
Рассеянный свет создаёт солнце, закрытое облаками. Такое же освещение создаёт электролампа из молочного и матового стекла в рефлекторе с матированной поверхностью или с рассеивающим экраном перед источником света. Рассеянный свет даёт мягкое освещение, отчего фотографии получаются малоконтрастными.
Однако, вышеперечисленные свойства рассеянного света являются незаменимыми в других областях.
(см. Металлогалогенная лампа).